# Festung Burgfluh

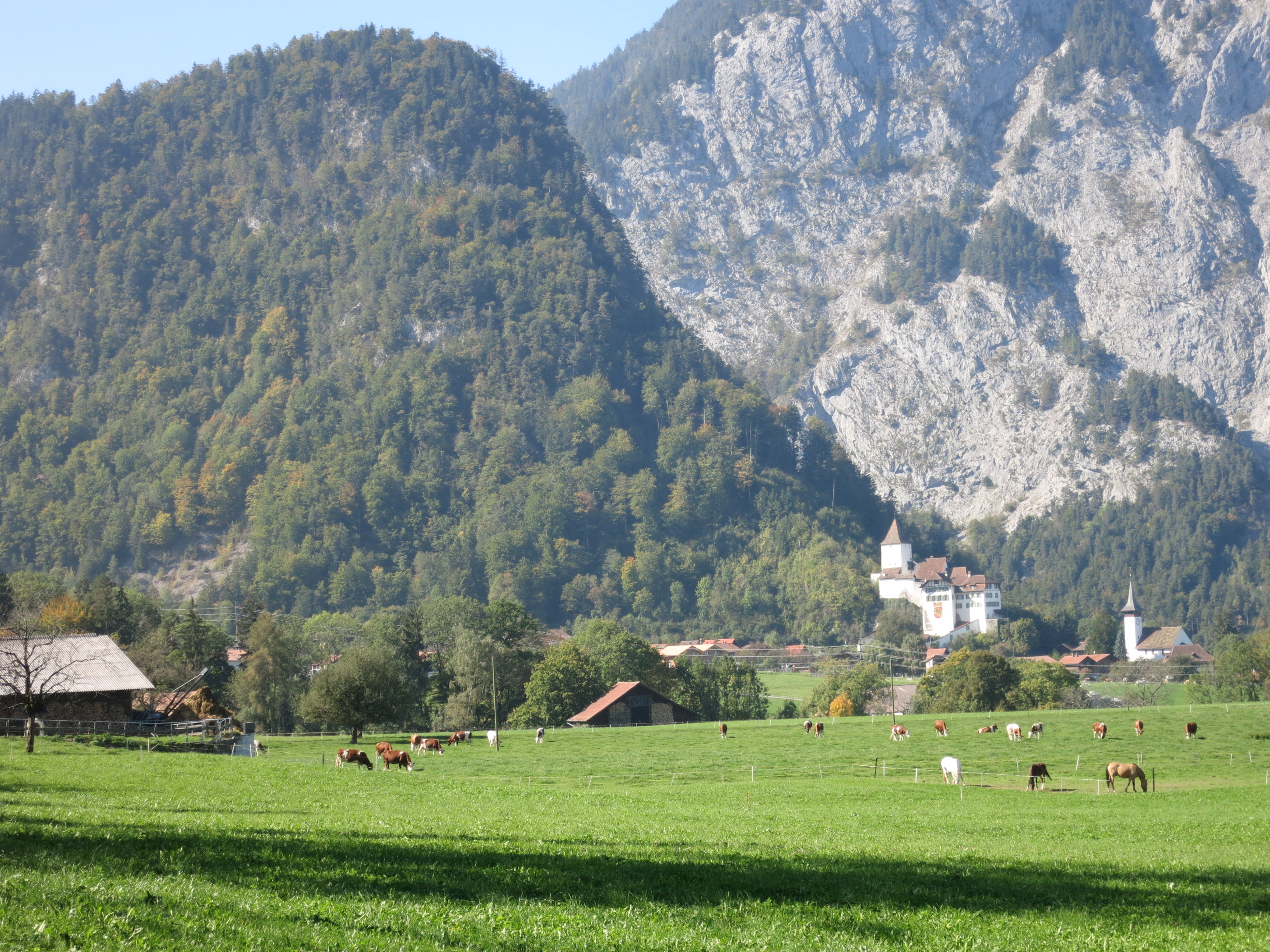
Artilleriewerk Burg in der Felswand der Burgfluh (Nordostgipfel)

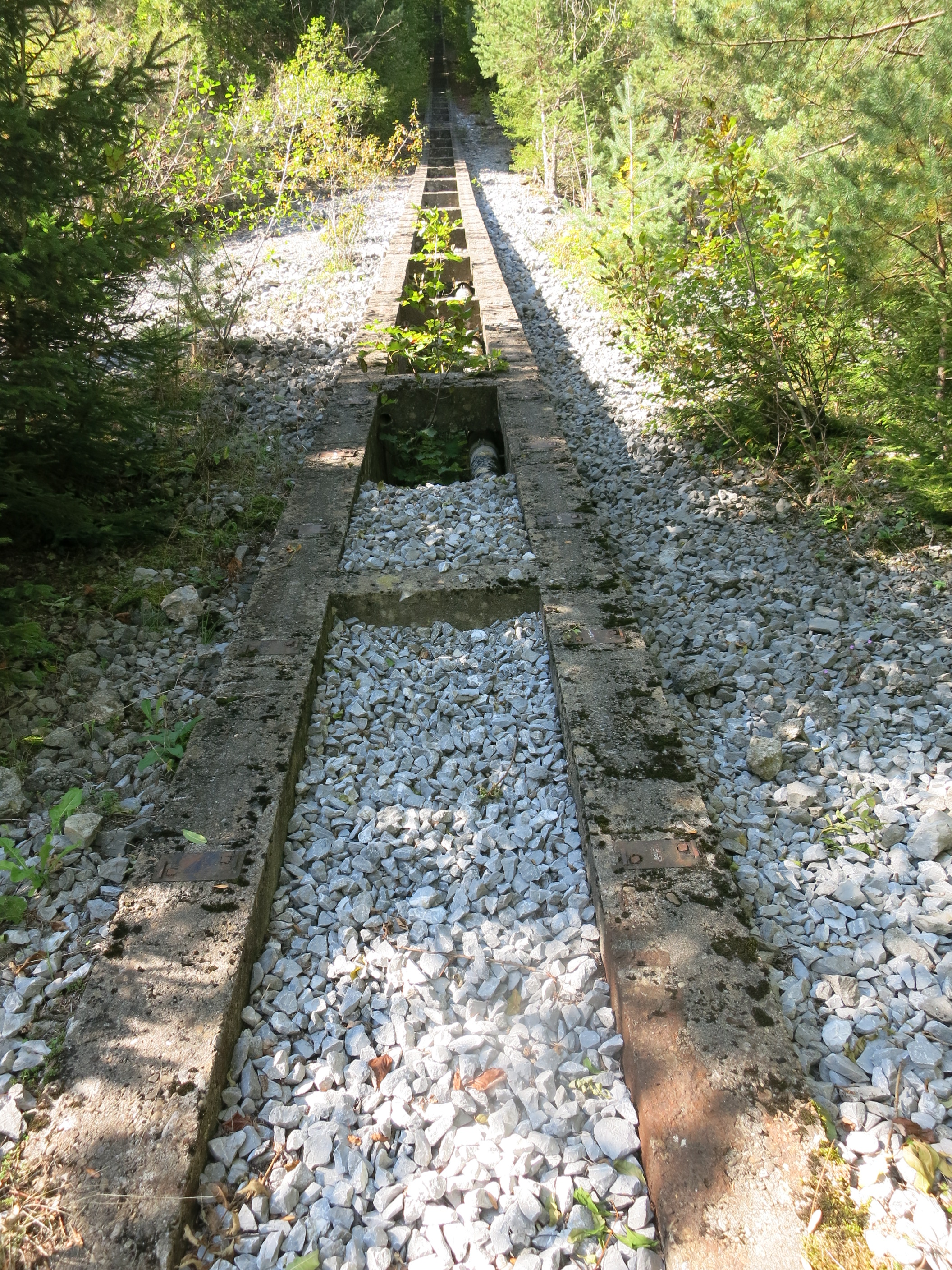
Trasse der ehemaligen Standseilbahn zum Artilleriewerk

Die Festung Burgfluh (Armeebezeichnung: Artilleriewerk «Burg» A 2050) war eine Verteidigungsstellung der Schweizer Armee. Sie befindet sich auf 829 m ü. M. im Felsen des Nordostgipfels (979 m ü. M.) der Burgfluh oberhalb von Wimmis am Eingang zum Simmental. Das Werk gehörte zum Einsatzraum der 3. Division und ab 1947 der Reduitbrigade 21.

## Artilleriewerk Burg
Mit dem Bau der Festung wurde im Jahre 1942 begonnen. Die Stollen und Betonarbeiten waren Ende 1943 beendet. Ursprünglich wurde das Artilleriewerk mit mobilen Geschützen, der von der Grenze ins Reduit zurückgezogenen Feldartillerie besetzt. Für die mobilen Geschützen wurden grosse Stollenquerschnitte ausgebrochen und Pferdeställe im Eingangsbereich angelegt.
Nach dem Zweiten Weltkrieg wurde die mobile Artillerie abgezogen und das Werk mit festen Waffen armiert. Die anfängliche Bewaffnung wurde um 1985 mit vier 10,5 cm Haubitzen 46 auf Hebellafette ersetzt. 
Der Zugang war ab 1943 durch eine 205 Meter lange militärische Winden-Standseilbahn (10 Plätze, Talstation 696 m ü. M., Bergstation 829 m ü. M., Höhenunterschied 133 m) sowie einem mit Pferden begehbaren Waldweg erschlossen. Dieser beginnt neben der Talstation, führt dem Fels entlang durch mehrere kurze Tunnels und endet bei der Bergstation (Festungseingang) der Seilbahn (Steinschlaggefahr!).
Die Besatzung bestand während des Aktivdienstes aus der Feldbatterie 24 (F Bttr 24 für 7,5 cm Kanonen), der Schweren Feldhaubitzenabteilung 47 (F Hb Abt 47 Ort für 15 cm Haubitzen) und später aus der Festungsartilleriekompanie 75 respektive II/15. Die Festung wurde 1999 das letzte Mal für einen militärischen Weiterbildungskurs benutzt.

### Bewaffnung
Das Werk verfügte über folgende Geschütze:
- acht 15 cm Haubitzen 16, L14 Krupp
- vier 7,5 cm Bunkerkanonen 35
- vier 10,5 cm Haubitzen 46, L22 HL (Ersatz für die veralteten Geschütze)

Der Feuersektor war von der Sperrstelle Einigen bis Sigriswil ausgerichtet.

### Infrastruktur
Die zwölf Geschützscharten befinden sich gut getarnt in einer baumbewachsenen Felswand. Die Aussenverteidigung durch die Infanterie befand sich ausserhalb des Werks. In den Stollen wurden Fliegerabwehrgeschütze (Flab) eingelagert. 
Das Werk war mit Unterkünften für 450 Mann Besatzung (Artillerie, Feuerleitung, Fliegerabwehr) und 220 Schlafplätzen versehen. Es gab ein Grundwasserpumpwerk für die Wasserversorgung sowie vier Wasserreservoire mit einem Wasservorrat von insgesamt 710'000 Liter. Strom und Wasser wurden über den rückwärtigen Notausgang dem Werk zugeführt. Für die Notstromgruppen gab es grosse Dieseltanks. Luftfilteranlagen und Lebensmittelvorräte für 30 Tage machten das Werk weitgehend autonom. 
Der Antennenstandort oberhalb des Eingangs sorgte für die Verbindung mit dem Kommandoposten Heinrich, der das Feuer der Artilleriewerk um den Thunersee koordinierte, sowie mit den anderen Werken und Truppenteilen. 
Nach den Explosionsunglücken von Dailly und Mitholz wurde Munition und Ladung getrennt aufbewahrt. Mit der Reduktion auf vier Haubitzen wurden noch je ein Granaten- und Ladungsmagazin benötigt. 1956–58 wurden die technischen Installationen der Festung verbessert. Für die Unterkünfte wurde ein C-Schutz eingebaut.
Der während der Armee 61 installierte moderne Feuerleitrechner Fargo wurde kaum benutzt.
- Festung Burgfluh A 2050 ⊙

### Heute
Die Festung Burgfluh wurde mit der Armee 95 im Jahre 1999 entklassifiziert und stillgelegt. Im Jahr 2010 wurde die ganze Anlage inklusive Standseilbahn zurückgebaut.

## Sperrstelle Wimmis

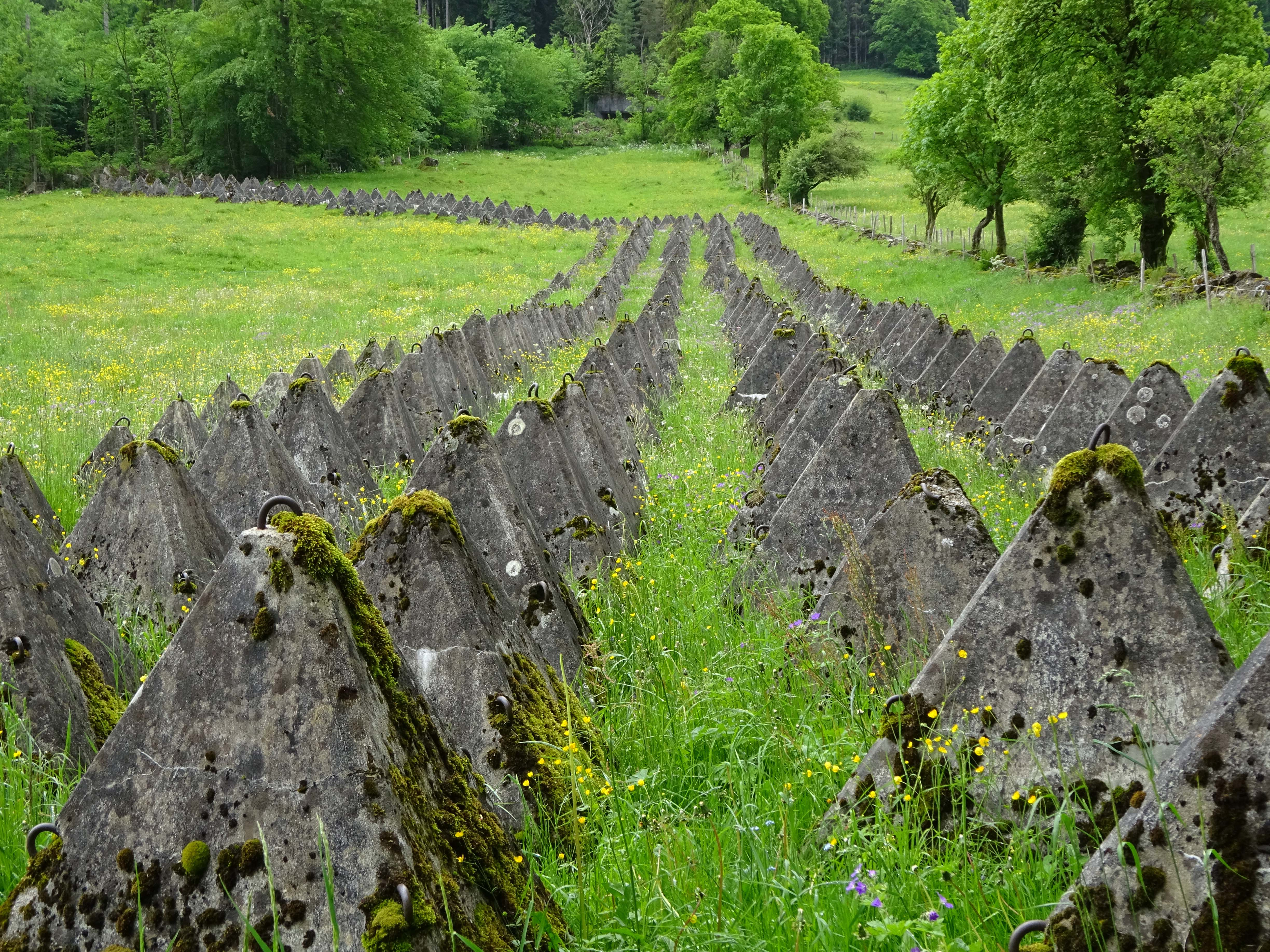
Geländepanzerhindernis Burgmatte mit Bunker A 2056

Die Sperrstelle bestand aus den Teilsperren Wimmiswehr (westlich Burgfluh) und Burgmatte (östlich Burgfluh) um feindliche Vorstösse zum und vom Simmental zu verhindern. 
Die Sperre Wimmiswehr hatte mehrere Strassen- und Bahnbarrikaden, die von vier Infanteriebunkern geschützt wurden: Infanteriebunker A 2051 (Aufschrift «Wasserversorgung Reutigen»), A 2052, A 2053 und A 2054.
- Infanteriebunker Wimmiswehr A 2051 ⊙
- Infanteriebunker Wimmiswehr A 2052 ⊙
- Infanteriebunker Wimmiswehr A 2053 ⊙
- Infanteriebunker Wimmiswehr  A 2054 ⊙

Die Sperre Burgmatte umfasste das unter Schutz gestellte Geländepanzerhindernis (GPH mit «Toblerone»höcker), die vom Infanteriebunker A 2056 (Monobloc) und dem Infanteriewerk Burgfluh A 2057 flankiert wurden.
- Infanteriebunker Burgmatte A 2056 ⊙
- Infanteriewerk Burgfluh A 2057 Flankierwerk ⊙
- Infanteriebunker Spissi A 2060 ⊙
- GPH Sperre Burgmatte mit Tetraeder ⊙

Die Sperre Wimmis-Simmenfluh blieb unvollendet. Die Materialseilbahn für die Bauarbeiten wurde 1947 vom abgebaut. Das Fundament der Bergstation und die Talstation am Fuss der Burgfluh sind noch vorhanden.
- Materialseilbahn MSB71 Simmenfluh Bergstation	 ⊙
- Materialseilbahn MSB71 Simmenfluh Talstation	⊙

## Sperrstelle Sattelegg BE

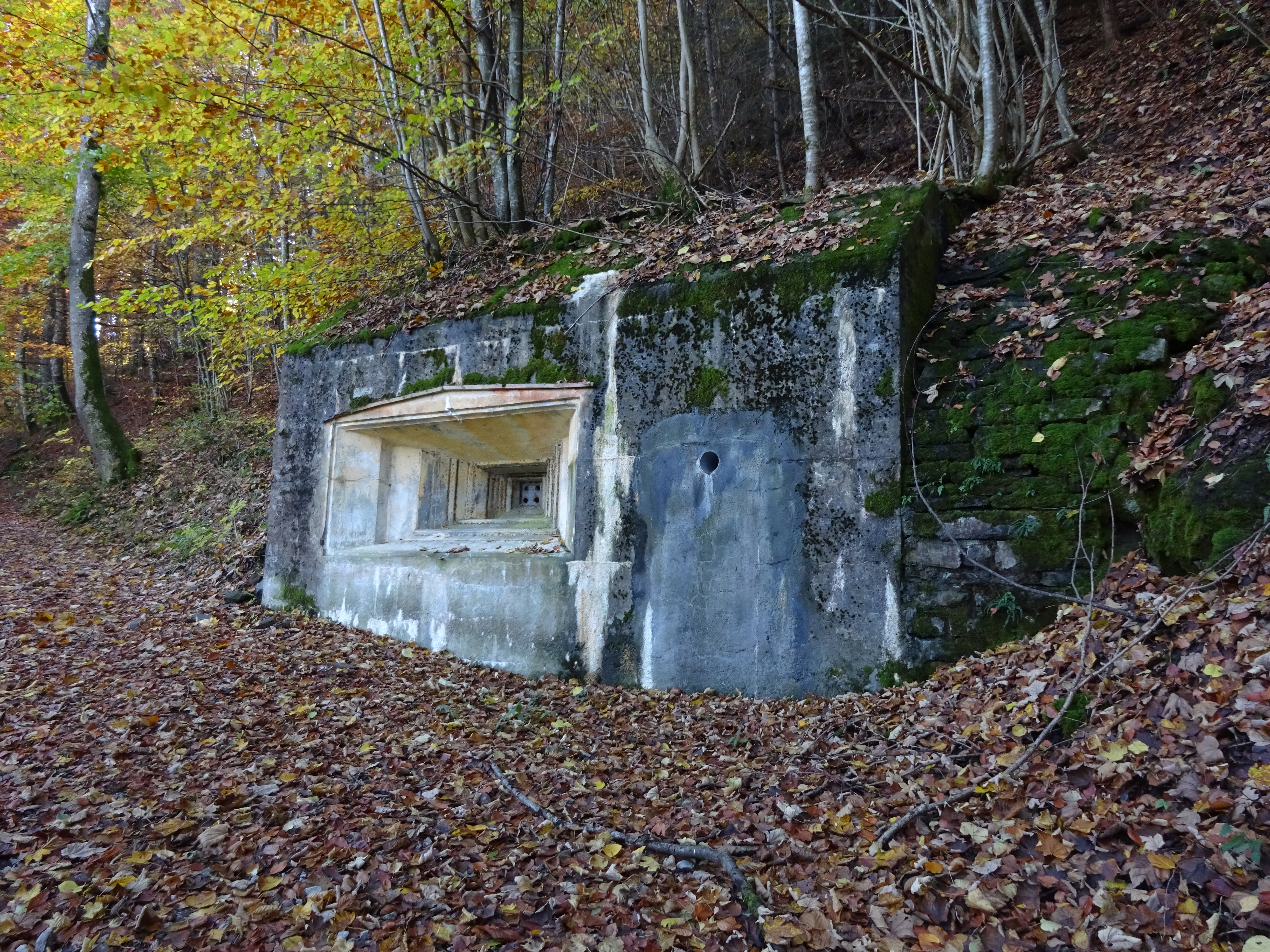
Infanteriewerk Schattigwald A 2045

Die Sperrstelle Sattelegg (Armeebezeichnung Nr. 2120) verstärkte das natürliche Hindernis der Kander (und Simme) von der Sperrstelle Einigen bis Wimmis mit den Infanteriewerken Sattelegg und Schattigwald., abgerufen am 5. November 2020
- Infanteriebunker Auwald VI, F47 A 2042 ⊙
- Kaverne (Depot Sperrelemente) A 2043
- Infanteriebunker Sattelegg  A 2044: 4,7-cm-Ik, Mg, Lmg ⊙
- Infanteriewerk Schattigwald  A 2045: 2 Mg, 1 Lmg ⊙
- Infanteriewerk Schattigwald  A 2045: 4,7-cm-Ik, Mg,  Lmg		⊙
- Infanteriewerk Schattigwald  A 2045: 4,7-cm-Ik, Mg,  Lmg		⊙